# Urartéen
L'urartéen et le vanique sont les noms conventionnels pour désigner la langue parlée par les habitants de l'ancien royaume d'Urartu qui a été localisé dans la région du lac de Van, avec sa capitale, Tushpa, à proximité du site de la ville moderne de Van, dans le haut-plateau arménien, en Anatolie, actuellement à l'Est de la Turquie. Il a probablement été parlé par la majorité de la population autour du lac de Van et dans les zones le long de la partie supérieure de la vallée du Zab.
La première attestation de la langue remonte au IXe siècle ; l'urartéen a cessé d'être écrit après la chute de l'État d'Urartu en 585 av. J.-C., et on peut supposer qu'il a disparu à cause de la chute du royaume d'Urartu. Il a dû être remplacé par une forme précoce de l'arménien, peut-être au cours de la période de la domination perse achéménide, bien que ce n'est qu'au Ve siècle que les premiers exemples écrits de l'arménien apparaissent.

Extension d'Urartu 860-590

## Classification
L'urartéen était une langue ergative ainsi qu'une langue agglutinante, qui n'appartenait ni à la famille des langues sémitiques, ni à la famille des langues indo-européennes, mais à la famille des langues hourro-urartéennes (dont le seul autre membre connu est le hourrite). Il survécut dans de nombreuses inscriptions retrouvées dans la zone du royaume d'Urartu, écrites dans l'écriture cunéiforme assyrienne.
L'urartéen est étroitement lié au hourrite, une langue un peu mieux documentée et attestée d'environ 2000 av. J.-C.  à 1200 av. J.-C. (écrite par des locuteurs natifs jusqu'à environ 1350 av. J.-C.). Les deux langues doivent avoir été développées indépendamment à partir d'environ 2000 av. J.-C.,. L'urartéen n'est pas une suite directe de l'un des dialectes attestés du hourrite. Igor Diakonoff et d'autres ont suggéré des liens entre les langues hourro-urartéennes et les langues caucasiennes du nord-est.

### Relations avec le hourrite
Les Hourrites étaient établis dans une zone de l'est de la Turquie et dans le nord de l'Irak, sur la zone d'implantation des Kurdes. Leur langue était considérée comme la langue officielle de l'Empire du Mitanni. Le hourrite a été parlé pendant un millénaire jusqu'en 1200 av. J.-C., soit trois siècles avant l'apparition de l'urartéen. Mais quand on compare l'urartéen et le hourrite, on remarque néanmoins qu'ils sont étroitement apparentés.
Le tableau suivant est destiné à montrer les similitudes et les différences de vocabulaire et de grammaire entre les deux langues, à quelques exemples près.
| Urartéen | Hourrite | Traduction               |
| -------- | -------- | ------------------------ |
| esi      | eše      | Lieu                     |
| šuri     | šauri    | Arme                     |
| mane     | mane     | 3e Pers. du sg.          |
| -ḫi      | -ḫi      | Suffixe d'affiliation    |
| -še      | -š       | Ergatif                  |
| -di      | -tta     |                          |
| ag-      | ag-      | Conduire                 |
| ar-      | ar-      | Donner                   |
| man-     | mann-    | Être                     |
| nun-     | un-      | Venir                    |
| -di      | -da      | Direction                |
| -u-      | -o-      | Marqueur de transitivité |
| qiura    | eše      | Terre                    |
| lutu     | ašte     | Madame                   |

## Écriture

### Cunéiforme
Le cunéiforme urartéen est une simplification du cunéiforme néo-assyrien. Il est principalement syllabaire, mais aussi logogrammique. Dans les écrits anciens, les coins ne se croisent pas, afin de simplifier la « paperasse » des scribes.
Contrairement à l'akkadien, un caractère correspond exactement à une valeur phonétique ; les caractères KVK sont rares, apparaissant presque exclusivement avec des lettres de valeurs phonétiques V, VK et KV. La double consonne n'est pas exprimée dans l'écriture. Pour éviter l'hiate dans l'écriture, le caractère -gi est utilisé ; par exemple, le nom Uīšdi (assyrien) s'écrit u-gi-iš-ti.

### Hiéroglyphes urartéens
L'urartéen a été rarement écrit dans les « hiéroglyphes anatoliens » utilisées pour la langue louvite. La preuve en est limitée à Altintepe.
Il est suggéré que, outre les inscriptions hiéroglyphiques louvites, l'urartéen avait aussi une écriture hiéroglyphique native. Le corpus d'inscription est trop clairsemé pour étayer cette hypothèse. Deux symboles ou « hiéroglyphes » peuvent être identifiés avec une certaine confiance, trouvés sur les navires et représentant certaines unités de mesure :  pour aqarqi et l'hiéroglyphe pour  ṭerusi. Ceci est reconnu car certains navires ont été marqués à la fois en caractères cunéiformes et avec ces symboles[réf. incomplète].

## Déchiffrement et histoire
Les traces de la culture urartéenne ont été découvertes en 1827 par l'orientaliste allemand Friedrich Eduard Schulz dans la capitale de l'Urartu. Schulz a découvert de multiples exemplaires de textes cunéiformes, sans être en mesure de déchiffrer ou de classer la police de caractère utilisée. Ces gravures étaient établies depuis longtemps, mais les chercheurs européens essayent de comprendre le langage écrit et parlé à la base.
Après le déchiffrement de l'écriture cunéiforme assyrienne dans les années 1850, les dessins de Schulz sont devenus la base du déchiffrement de la langue urartéenne. Il est vite devenu évident qu'elle n'est liée à aucune langue connue, et les tentatives de déchiffrement basé sur les langues connues de la région ont échoué[réf. incomplète]. Le script a enfin été déchiffré en 1882 par Archibald Sayce. Les plus anciennes inscriptions de synthèse remontent à Sarduri Ier d'Urartu, dont le titre était « roi des quatre quartiers ».
Diverses tentatives pour déchiffrer la langue à l'aide de plusieurs langues modernes ont échoué (François Lenormant en 1871 avec le géorgien, Andreas David Mordtmann en 1872-1877 avec l'arménien).
La découverte d'inscriptions bilingues urartéen-assyrien à Kelišin et Topzawa a permis des progrès dans l'interprétation de la langue. Après une courte interruption de la recherche par la Première Guerre mondiale, Albrecht Götze et Johannes Friedrich ont accompli des percées décisives dans le développement du vocabulaire et de la grammaire, à travers l'étude des inscriptions bilingues. Des similitudes avec la langue hourrite ont été enregistrées et ont aidé à l'interprétation de l'urartéen, même si une relation génétique entre ces langues n'a pas été étudiée plus en détail à ce moment[réf. incomplète].

## Phonétique et phonologie
L'urartéen connaissait au moins les consonnes suivantes, transcrites ci-dessous :
- labiale : p, b
- dentaire : t, d, t
- vélaire : k, g, q
- sifflantes : s, z, S, s
- gutturales : ʔ, H
- sonores : m, n, L, R

De même, il connaissait sans doute les semi-voyelles /w/ et /y/.
Comme d'habitude avec les langues anciennes, la nature exacte et la prononciation des consonnes sont incertaines. Comme le montre le tableau, les arrêts et les sifflantes affichent tous une distinction à trois voies entre voisées, sans voix et consonnes « emphatiques », qui ont été rendues par les signes cunéiformes akkadiens pour les emphatiques sémitiques. La prononciation des sifflantes est discutable, comme en akkadien.
Le script distingue les voyelles a, e, i et u. Il n'est pas certain que la voyelle /o/ ait existé. La distinction entre e et i n'est pas maintenue, tant de savants transcrivent la voyelle comme le schwa : ə, tandis que d'autres conservent une voyelle non réduite (habituellement optant pour i).
Dans la morphophonologie, diverses combinaisons de morphèmes déclenchent des syncopes : * ar-it-u-mə → artumə, * zaditumə → zatumə, * ebani-ne-lə → ebanelə, * turul (s) yə → tul (s) yə.

### Consonnes
|                         | bilabiale | bilabiale | labio- dentale | labio- dentale | alvéolaire        | alvéolaire | palatale | palatale | vélaire | vélaire | glottale | glottale |
| ----------------------- | --------- | --------- | -------------- | -------------- | ----------------- | ---------- | -------- | -------- | ------- | ------- | -------- | -------- |
| stl                     | voi.      | stl.      | voi.           | stl.           | voi.              | stl.       | voi.     | stl.     | voi.    | stl.    | voi.     |          |
| Éjective                |           |           |                |                | t’, (ṭ), ts’, (ṣ) |            |          |          | k’ (q)  |         |          |          |
| Occlusive               | p         | b         |                |                | t                 | d          |          |          | k       | g       | ʔ (ʾ)    |          |
| Affriquée               |           |           |                |                | ts (s), tɬ (š)    | dz (z)     |          |          |         |         |          |          |
| Fricative               |           |           | f              |                |                   |            |          |          | x (ḫ)   |         |          |          |
| Nasale                  |           | m         |                |                |                   | n          |          |          |         |         |          |          |
| Vibrante                |           |           |                |                |                   | r          |          |          |         |         |          |          |
| Approximantes latérales |           |           |                |                |                   | l          |          |          |         |         |          |          |
| Approximantes centrales |           | w         |                |                |                   |            |          | j (y)    |         |         |          |          |

L'existence des consonnes q, t, et f fort est controversée car elles ne sont pas toujours distinguées dans l'écriture : un f est toujours représenté comme un p, et est donc spéculatif.

### Voyelles
L'urartéen comporte les voyelles a, e, i et u. L'existence de la voyelle o est possible, mais elle ne peut être prouvée à partir de sources écrites. La différenciation entre i et e n'est pas habituellement donnée dans le document, ce qui conduit parfois à des problèmes dans l'interprétation du texte, comme les morphèmes appropriés qui ne diffèrent que par i / e.

## Grammaire

### L'ergatif
L'urartéen est une langue ergative, c'est-à-dire qui a deux cas différents pour le sujet : d'une part, le cas ergatif à l'objet du verbe transitif et d'autre part l'absolutif pour le sujet du verbe intransitif.
Voici des exemples de construction de l'ergatif :
| Urartéen                  | Traduction                  | Remarque |
| ------------------------- | --------------------------- | --- |
| ereli+Ø nun+a+bi          | Le roi vient.               | ereli (Roi) est à l'absolutif. Le verbe porte le marqueur d'intransitivité -a-.                                     |
| ereli+še esi+Ø tur+u+Ø+ni | Le roi a détruit une ville. | ereli est à l'ergatif, par contre esi (ville) lui est un absolutif. Le verbe porte le marqueur de transitivité -u-. |

### Morphologie nominale
Les différents cas que l'on rencontre en urartéen et leurs fonctions associées sont :
| Cas          | fonction                        | Terminaison au singulier | Terminaison au pluriel |
| ------------ | ------------------------------- | ------------------------ | ---------------------- |
| Absolutif    | Sujet intransitif, objet direct | -Ø                       | -li/-Ø                 |
| Ergatif      | Sujet transitif                 | -še                      | -še                    |
| Génitif      | Affiliation                     | -i/-ie/-ei               | -we                    |
| Datif        | Objet indirect                  | -e/-ie                   | -we                    |
| Locatif      | Emplacement                     | -a                       | -a                     |
| Ablatif      | Origine                         | -tane                    | -štane                 |
| Instrumental | Origine                         | -ni/-ne                  | -ni/-ne                |
| Comitatif    | Accompagnement                  | -rani                    | -rani                  |
| Directif     | But d'un mouvement              | -edi                     | -edi/-šte              |

Au singulier, il n'est (souvent) pas possible de distinguer le génitif et le datif. La relation entre l'ergatif et l'absolutif a déjà été expliquée dans la section sur l'ergativité. Les fonctions du génitif et datif correspondent essentiellement à celles dans d'autres langues comme le latin ou l'allemand.

#### Déterminant article
En urartéen, la signification exacte des déterminants est contestée, mais en traduction, ils sont traditionnellement rendus comme des articles définis : il s'agit de ce sens dans la plupart des cas.
|            | Singulier | Pluriel |
| ---------- | --------- | ------- |
| Absolutif  | -Ø        | -nili   |
| Autres cas | -ni       | -na     |

#### Exemples d'utilisations
|                       | Analyse                   | Traduction                            |
| --------------------- | ------------------------- | ------------------------------------- |
| Biainili              | Biai+nili.                | Les pays Biai = Urartu                |
| Bianaidi              | Bia(i)+na+edi             | Vers-dans les pays Biai = vers Urartu |
| erelawe               | ereli+na+we               | des rois                              |
| taršuanarani          | taršuani+na+rani          | Avec les gens                         |
| Ḫaldinawe šeštinawe   | Ḫaldi+i+na+we šešti+na+we | Les portes de Haldi                   |
| Argištiše Menuaḫiniše | Argišti+še Menua+ḫi+ni+še | Argišti, fils de Menua, …             |

### Pronoms

#### Pronoms personnels
Le pronom personnel apparaît sous deux formes : une forme indépendante et une forme enclitique quand il est ajouté comme suffixe à un autre mot. Seules les 1re et 3e personnes sont connues.
Dans l'absolutif les formes connues sont les suivantes :
|              | Singulier | Singulier enclitique | Pluriel |
| ------------ | --------- | -------------------- | ------- |
| 1re personne | ište      | -di                  |         |
| 3e personne  | mane      | -ni/-bi              | -li     |

En outre, à la première personne, l'ergatif singulier yeše et le datif -me sont tous deux employés.
Le pronom personnel enclitique est utilisé dans la conjugaison des verbes intransitifs pour indiquer la personne qui agit, et dans celle des verbes transitifs pour indiquer l'objet direct. Le suffixe -bi n'apparaît que dans les verbes transitifs.

#### Pronoms démonstratifs
Le pronom démonstratif ne se produit que dans une forme indépendante.
|                      | Singulier              | Pluriel              |
| -------------------- | ---------------------- | -------------------- |
| Absolutif            | ini+Ø, ina+Ø+ni        | in(i)+nili, ina+nili |
| Locatif              | in(i)+na+a             |                      |
| Ablatif instrumental | in(i)+na+ni, ina+na+ni |                      |

#### Pronoms possessifs
Seules quelques formes sont connues. Le pronom possessif se produit de façon indépendante et enclitique :
|              | Singulier | Singulier enclitique |
| ------------ | --------- | -------------------- |
| 1re personne | šusi      | -(u)ki               |
| 3e personne  | masi      | -i                   |

### Morphologie verbale

#### Indicatif
Caractéristiques du sujet transitif (de l'ergatif) :
|              | Singulier | Pluriel |
| ------------ | --------- | ------- |
| 1re personne | -Ø        |         |
| 3e personne  | -Ø/-a     | -itu    |

La terminaison -a de la 3e personne du singulier est utilisée uniquement si l'objet direct est un pluriel.
En outre, un enclitique pour identifier l'objet concerné est directement rattaché à un verbe transitif. Dans d'autres cas, les pronoms personnels enclitiques classiques peuvent être utilisés.
En conclusion, compte tenu de l'objet direct, la morphologie verbale peut être représentée comme suit . Les « écarts » sont en caractères gras :
| Verbes transitifs   |                     |             |         |              |
| Sujet               | Objet direct        | Suffixe     | Suffixe | Suffixe      |
| Sujet               | Objet direct        | transitif   | Sujet   | Objet direct |
| 1re pers. singulier | 1re pers. singulier | + u         | + Ø     |              |
| 1re pers. singulier | 3e pers. singulier  | + u         | + Ø     | + bi         |
| 1re pers. singulier | 3e pers. pluriel    | + u         | + Ø     | + li         |
| 3e pers. singulier  | 1re pers. singulier | + u         | + Ø     | + di         |
| 3e pers. singulier  | 3e pers. singulier  | + u         | + Ø     | + ni         |
| 3e pers. singulier  | 3e pers. pluriel    | + u         | + a     | + li         |
| 3e pers. pluriel    | 1re pers. singulier | + u         | + itu   | + di         |
| 3e pers. pluriel    | 3e pers. singulier  | + u         | + itu   | + ni         |
| 3e pers. pluriel    | 3e pers. pluriel    | + u         | + itu   | + li         |
|                     |                     |             |         |              |
| Verbes intransitifs |                     |             |         |              |
|                     |                     | intransitif | –       | Sujet        |
| 1re pers. singulier | –                   | + a         |         | + di         |
| 3e pers. singulier  | –                   | + a         | + bi    |              |
| 1re pers. pluriel   | –                   | + a         | + li    |              |

#### Impératif
|             | Singulier | Pluriel |
| ----------- | --------- | ------- |
| 2e personne | -i        |         |
| 3e personne | -inini    | -tinini |

### Formes modales
D'autres formes verbales non entièrement clarifiées ont été découvertes. Le marquage de l'objet direct peut manquer ou ne suit pas dans tous les cas le motif de l'indicatif. La signification varie entre l'optatif (qapqar + u + li + ni, « je voulais... assiéger »), le conditionnel (tur + u + li + e, « s'il... a détruit ») et le désidératif (ha + i + li + un + ni, « il veut conquérir... »)[réf. incomplète].

### Participes
Les participes de verbes transitifs ou intransitifs sont formés avec les suffixes -auri et -uri respectivement. Le participe passé d'un verbe transitif traduit un passif, le participe passé d'un verset intransitif un actif.
|            | Analyse      | Grammaire                                                     | Traduction          |
| ---------- | ------------ | ------------------------------------------------------------- | ------------------- |
| uštadi     | ušt+a+di     | « partir » + intrans. 1re sg.                                 | je suis parti       |
| nunabi     | nun+a+bi     | « venir » + intrans. + 3e sg. abs.                            | il/elle est venu(e) |
| terubi     | ter+u+Ø+bi   | « décider » + trans. + 1re sg. erg. + 3e sg. abs              | je l'ai décidé      |
| arume      | ar+u+Ø+ni+me | « donner » + trans. + 3e sg. erg. + 3e sg. abs. + 3e sg. dat. | il me l'a donné     |
| zatume     | zad+u+itu+me | « faire » + trans. + 3e pl. erg. + 3e sg. dat.                | ils m'ont fait      |
| turutinini | tur+u+tinini | « détruire » + trans. + imp. pl.                              | détruisez… !        |
| šidauri    | šid+auri     | « établir » / « construire » + participe passif               | construit           |

## Genres de textes
De nombreux types de texte sont manquants, dont notamment des textes littéraires. Les mieux conservés et les mieux compris sont les inscriptions taillées dans la pierre, qui comprennent le genre des Annales, les rapports de campagne, les inscriptions de construction et des listes de victimes (en particulier à Meher-Kapisi).
Sur les tablettes d'argile, les textes sont largement peu clairs ; ce sont surtout des lettres et des décrets administratifs, ainsi que des comptes et des actes. En outre, il existe de nombreuses dédicaces sur les objets, y compris des stèles, des récipients, des casques et des pointes de flèches.

## Enseignement de l'urartéen
L'urartéen est actuellement enseigné dans les universités dans le cadre des études sur le Proche-Orient ancien. Comparé aux « grandes » langues telles que l'akkadien, le sumérien et le hittite, l'urartéen n'a qu'une importance limitée, et des cours ou des introductions ne sont habituellement donnés que sur un semestre. Ces cours sont généralement précédés d'une introduction à l'akkadien et au sumérien. Ainsi, les élèves sont déjà familiarisés avec l'écriture cunéiforme et connaissent déjà les différents phénomènes linguistiques tels que l'agglutination et l'ergativité par le sumérien, ce qui facilite l'introduction à l'urartéen.
La grammaire de la langue urartéenne, dans la mesure où elle est actuellement comprise, est relativement simple et peut être apprise rapidement, avec un vocabulaire connu de plusieurs centaines de mots. Dans le cadre de cet enseignement, on commence généralement par des traductions d'inscriptions urartéennes simples, puis (au moins partiellement par des traductions d'inscriptions bilingues pour lesquelles la connaissance de l'akkadien est nécessaire.

## Exemple de texte: inscription d'Erebouni
Translittération
dḫal-di-e e-ú-ri-e i-ni é
mar-gi-iš-ti-še mme-nu-a-ḫi-ni-še
ši-di-iš-tú-ni é.GAL ba-du-si
te-ru-bi URUir-bu-ú-ni-ni ti-ni
KURbi-a-i-na-ú-e uš-ma-a-še
KURlu-lu-i-na-ú na-pa-ḫi-a-i-de
dḫal-di-ni-ni al-su-i-ši-ni
mar-gi-iš-ti-ni mme-nu-a-ḫi

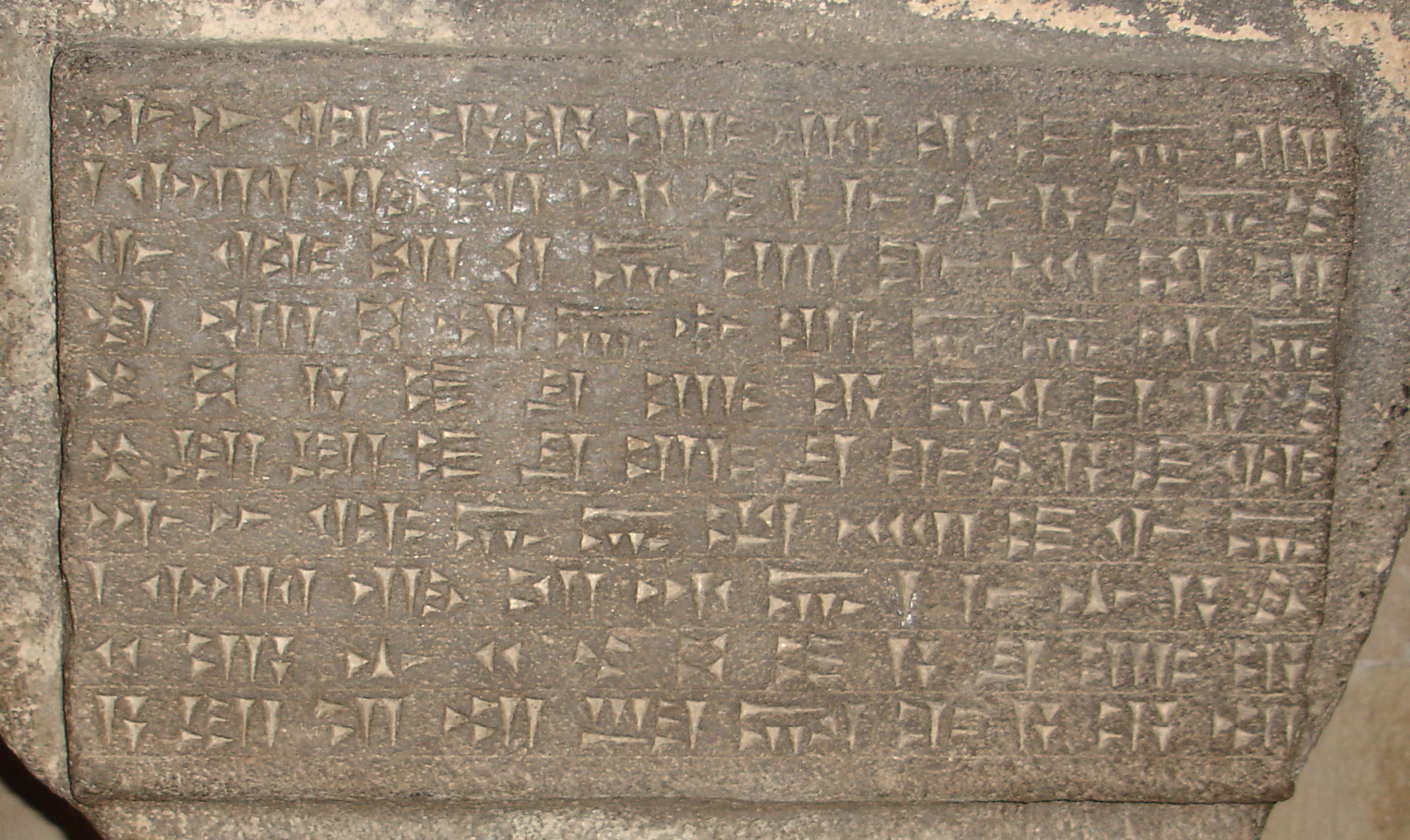
Inscription d'Erebouni, Musée Erebouni, Erevan.

LUGAL2 DAN.NU LUGAL2 KURbi-i-a-na-ú-e
a-lu-si URUtu-uš-pa-a-e URU
Traduction
Le dieu Haldi, le Seigneur, a fait construire par Argišti, fils de Menua, ce temple et cette puissante forteresse.
Je décide que son nom est Irbuni, qui règne sur les pays Biai (= Urartu) et qui soumet les pays Lului (= étranger).
Par la grandeur de Haldi est cet Argišti, fils de Menua, le roi fort, le roi des pays Biai, le berger de la ville de Tuspa.